# Coordenadas de Rindler
En física relativista, la carta de coordenadas de Rindler es una importante y útil carta de coordenadas representando parte del espacio-tiempo plano, también llamado el vacío de Minkowski. La carta de Rindler fue introducida por Wolfgang Rindler. El marco o sistema de coordenadas de Rindler describe un marco de referencia uniformemente acelerado en el espacio de Minkowski. En relatividad especial, una partícula uniformemente acelerada lleva un movimiento hiperbólico. Para cada partícula puede escogerse un marco de Rindler para el cual esta se encuentra en reposo.

## Relación con la carta Cartesiana
Para obtener la carta de Rindler, se comienza con la carta cartesiana
{\displaystyle ds^{2}=-dT^{2}+dX^{2}+dY^{2}+dZ^{2},\;\;-\infty <T,X,Y,Z<\infty }
En la región {\displaystyle 0<X<\infty }, {\displaystyle -X<T<X}, que es a veces llamada la cuña de Rindler, se define la nueva carta usando la transformación de coordenadas
{\displaystyle t=\operatorname {arctanh} (T/X),\;x={\sqrt {X^{2}-T^{2}}},\;y=Y,\;z=Z}
La transformación inversa es
{\displaystyle T=x\,\sinh(t),\;X=x\,\cosh(t),\;Y=y,\;Z=z}
En la carta de Rindler, el elemento de línea de Minkowski se convierte en
{\displaystyle ds^{2}=-x^{2}dt^{2}+dx^{2}+dy^{2}+dz^{2},\;0<x<\infty ,-\infty <t,y,z<\infty }

## Los observadores de Rindler
En la nueva carta, es natural tomar el campo de co-marco
{\displaystyle d\sigma ^{0}=-x\,dt,\;\;d\sigma ^{1}=dx,\;\;d\sigma ^{2}=dy,\;\;d\sigma ^{3}=dz}
el cual tiene el campo de marco dual
{\displaystyle {\vec {e}}_{0}={\frac {1}{x}}\,\partial _{t},\;\;{\vec {e}}_{1}=\partial _{x},\;\;{\vec {e}}_{2}=\partial _{y},\;\;{\vec {e}}_{3}=\partial _{z}}
Esto define un marco local de Lorentz en el espacio tangente en cada evento (en la región cubierta por la carta de Rindle, a saber, la cuña de Rindler). Las curvas integrales del campo de vectores unitarios tipo tiempo {\displaystyle {\vec {e}}_{0}} dan una congruencia tipo tiempo, consistente en las líneas de universo de una familia de observadores llamados los observadores de Rindler. En la carta de Rindler, estas líneas de universo aparecen como las líneas de la coordenada vertical {\displaystyle x=x_{0},\;y=y_{0},z=z_{0}}. Usando la transformación de coordenadas anterior, encontramos que estas corresponden a arcos de hipérbola en la carta cartesiana original.
Como con cualquier congruencia tipo tiempo en cualquier variedad Lorentziana, esta congruencia tiene una descomposición cinemática (ver ecuación de Raychaudhuri). En este caso, la expansión y vorticidad de la congruencia de los observadores de Rindler se anula. La anulación del tensor de expansión implica que cada uno de los observadores mantiene una distancia constante con sus vecinos. La anulación del tensor de vorticidad implica que las líneas de universo de los observadores no están rotando unas sobre otras; este es un tipo de ausencia local de "arremolinamiento".
El vector aceleración de cada observador viene dado por la derivada covariante
{\displaystyle \nabla _{{\vec {e}}_{0}}{\vec {e}}_{0}={\frac {1}{x}}\,{\vec {e}}_{1}}
Esto es, cada observador de Rindler está acelerando en la dirección {\displaystyle \partial _{x}}. Individualmente hablando, cada observador está de hecho acelerando con magnitud constante en esta dirección, por lo que sus líneas de universo son los análogos Lorentzianos de las cirunferencias, que son las curvas de curvatura constante en la geometría euclídea.
Debido a que los observadores de Rindler están libres de vorticidad, son también una hipersuperficie ortogonal. Las hiperrebanadas espaciales ortogonales son {\displaystyle t=t_{0}}; estas aparecen como semiplanos horizontales en la carta de Rindler y como semiplanos atravesando {\displaystyle T=X=0} en la carta cartesiana (ver la figura arriba). Haciendo {\displaystyle dt=0} en el elemento de línea, vemos que estas tienen la geometría eclidiana ordinaria, {\displaystyle d\sigma ^{2}=dx^{2}+dy^{2}+dz^{2},\;0<x<\infty ,\;-\infty <y,z<\infty }. Así, las coordenadas espaciales en la carta de Rindler tienen una interpretación muy simple consistente con la afirmación de que los observadores de Rindler son mutumente estacionarios. Volveremos a esta propiedad de rigidez de los observadores de Rindler un poco más tarde en este artículo.

## Una propiedad "paradójica"
Nótese que los observadores de Rindler con coordenada x más pequeña y constante. ¡están acelerando más fuerte para mantenerse al mismo nivel! Esto puede parecer sorprendente porque en física newtoniana, los observadores que mantienen distancia relativa constante deben compartir la misma aceleración. Pero en física relativista, vemos que el extremo trasero de una barra que está accelerada por alguna fuerza externa (paralela a su eje de simetría) debe acelerar un poco más fuerte que el extremo delantero, o si no eventualmente se romperá.
Este fenómeno es la base de una bien conocida "paradoja". En todo caso, es una simple consecuencia de la cinemática relativista. Una forma de ver esto es observar que la magnitud del vector aceleración es justamente la curvatura de la línea de universo correspondiente. Pero las líneas de universo de los observadores de Rindler son los análogos de una familia de circunferencias concéntricas en el plano euclídeo, por lo que estamos lidiando simplemente con el análogo lorentziano de un hecho familiar: al girar en una familia de circunferencias concéntricas, los círculos más pequeños deben doblarse más rápido (por unidad de arco) que los exteriores.

## Observadores de Minkowski
Vale la pena introducir también un marco alternativo, dado en la carta de Minkowski por la elección natural
{\displaystyle {\vec {f}}_{0}=\partial _{T},\;{\vec {f}}_{1}=\partial _{X},\;{\vec {f}}_{2}=\partial _{Y},\;{\vec {f}}_{3}=\partial _{Z}}
Transformando estos campos de vectores usando la transformación de coordenadas dada anteriormente, encontramos que en la carta de Rindler (en la cuña de Rinder) este marco se convierte en
{\displaystyle {\vec {f}}_{0}={\frac {\cosh(t)}{x}}\,\partial _{t}-\sinh(t)\,\partial _{x}}
{\displaystyle {\vec {f}}_{1}=-{\frac {\sinh(t)}{x}}\,\partial _{t}+\cosh(t)\,\partial _{x}}
{\displaystyle {\vec {f}}_{2}=\partial _{y},\;{\vec {f}}_{3}=\partial _{z}}
Calculando la descomposición cinemática de la congruencia tipo tiempo definida por el campo de vectores unitarios tipo tiempo {\displaystyle {\vec {f}}_{0}}, encontramos que la expansión y la vorticidad de nuevo se anulan, y además el vector aceleración también se anula, {\displaystyle \nabla _{{\vec {f}}_{0}}{\vec {f}}_{0}=0}. En otras palabras, esta es una congruencia geodésica; los observadores correspondientes están en un estado de movimiento inercial. En la carta cartesiana original, estos observadores, a quienes vamos a llamar observadorse de Minkowski, están en reposo.
En la carta de Rindler, las líneas de universo de los observadores de Minkowski aparecen como curvas secantes hiperbólicas asintóticas al plane plano {\displaystyle x=0}. Específicamente, en coordenadas de Rindler, la línea de universo de un observador de Minkowski pasando a través del evento {\displaystyle t=t_{0},\;x=x_{0},\;y=y_{0},\;z=z_{0}} es 
{\displaystyle t=\operatorname {arctanh} (s/x_{0}),\;x={\sqrt {x_{0}^{2}-s^{2}}},\;y=y_{0},\;z=z_{0},\;-x_{0}<s<x_{0}}
donde {\displaystyle s} es el tiempo propio de este observador de Minkowski. Nótese que solamente una pequeña parte de su historia es cubierta por la carta de Rindler. Esto muestra explícitamente por qué la carta de Rindler no es geodésicamente completa; geodésicas tipo tiempo salen fuera de la región cubierta por la carta en un tiempo propio finito. Por supuesto, sabemos que la carta de Rindler no puede ser geodésicamente completa, porque solamente cubre una parte de la carta cartesiana original, que es geodésicamente completa.
En el caso mostrado en la figura, {\displaystyle x_{0}=1} y hemos dibujado (correctamente escalado) los conos de luz en {\displaystyle s=-{\frac {1}{2}},\;0,\;{\frac {1}{2}}}.

## El horizonte de Rindler
La carta de coordenadas de Rindler tiene una singularidad de coordenadas en {\displaystyle x=0}, donde el tensor métrico (expresado en las coordenadas de Rindler) tiene un determinante nulo. Esto ocurre porque mientras {\displaystyle x\rightarrow 0} la aceleración de los observadores de Rindler diverge. Como podemos ver por la figura que ilustra la cuña de Rindler, el locus {\displaystyle x=0} en la carta de Rindler corresponde al locus {\displaystyle T^{2}=X^{2},\;X>0} en la carta cartesiana, que consiste en dos semiplanos nullos, cada uno regido por una congruencia geodésica nula.
Por el momento, simplemente consideraremos el horizonte de Rindler como el contorno de las coordenadas de Rindler. Más tarde veremos que es de hecho análogo en algunos importantes aspectos al horizonte de eventos en un agujero negro.

## Geodésicas
Las ecuaciones geodésicas en la carta de Rindler son fácilmente obtenidas del lagrangiano; son
{\displaystyle {\ddot {t}}+{\frac {2}{x}}\,{\dot {x}}\,{\dot {t}}=0,\;{\ddot {x}}+x\,{\dot {t}}^{2}=0,\;{\ddot {y}}=0,\;{\ddot {z}}=0}
Por supuesto, en la carta cartesiana original, las geodésicas aparecen como líneas rectas, por lo que podemos obtenerlas fácilmente en la carta de Rindler usando la transformación de coordenadas. Sin embargo, es instructivo obtenerlas y estudiarlas independientemente de la carta original, y haremos eso en esta sección.
De la primera, tercera y cuarta obtenemos inmediatamenet las integrales primeras
{\displaystyle {\dot {t}}={\frac {E}{x^{2}}},\;\;{\dot {y}}=P,\;\;{\dot {z}}=Q}
Pero por el elemento de línea tenemos {\displaystyle \epsilon =-x^{2}\,{\dot {t}}^{2}+{\dot {x}}^{2}+{\dot {y}}^{2}+{\dot {z}}^{2}} where {\displaystyle \epsilon =-1,\,0,\,1} para las geodésicas tipo tiempo, nulas y tipo espacio, respectivamente. Esto da la cuarta primera integral, a saber
{\displaystyle {\dot {x}}^{2}=\left(\epsilon +{\frac {E^{2}}{x^{2}}}\right)-P^{2}-Q^{2}}.
Esto basta para dar la completa solución de las ecuaciones geodésicas. 
En el caso de geodésicas nulas, de {\displaystyle {\frac {E^{2}}{x^{2}}}-P^{2}-Q^{2}} con {\displaystyle E} diferente de cero, vemos que la coordenada x varía en el intervalo{\displaystyle 0<x<{\frac {E}{\sqrt {P^{2}+Q^{2}}}}}. 
La familia de siete parámetros completa que da cualquier geodésica nula a través de cualquier evento en la cuña de Rindler es
{\displaystyle {\begin{matrix}t-t_{0}&=&\operatorname {arctanh} \left({\frac {s\,(P^{2}+Q^{2})-{\sqrt {E^{2}-(P^{2}+Q^{2})\,x_{0}^{2}}}}{E}}\right)\\&&+~\operatorname {arctanh} \left({\frac {\sqrt {E^{2}-(P^{2}+Q^{2})\,x_{0}^{2}}}{E}}\right)\end{matrix}}}
{\displaystyle x={\sqrt {x_{0}^{2}+2\,s\,{\sqrt {E^{2}-(P^{2}+Q^{2})\,x_{0}^{2}}}-s^{2}\,(P^{2}+Q^{2})}}}
{\displaystyle y-y_{0}=P\,s;\;\;z-z_{0}=Q\,s}
Dibujando los caminos de algunas geodésicas nulas representativas a través de un evento dado (esto es, proyectando a la hiperrebanada {\displaystyle t=0}), obtenemos un dibujo que se parece sospechosamente a la familia de todas las semicircunferencias que atraviesan un punto ortogonales al horizonte de Rindler (ver figura).

## La métrica de Fermat
El hecho de que en la carta de Rindler las proyecciones de las geodésicas nulas en cualquier hiperrebanada espacial para los observadores de Rindler son simplemente arcos semicirculares puede ser verificado directamente a partir de la solución general dada, pero hay una manera muy simple de ver esto. Un espaciotiempo estático es uno en el cual un campo de vectores de Killing tipo tiempo y libre de vorticidad puede ser hallado. En este caso, tenemos una familia definida unívocamente de hiperrebanadas espaciales (idénticas) ortogonal a los correspondientes observadores estáticos (quienes no necesitan ser observadores inerciales). Esto nos permite definir una nueva métrica en cualquiera de estas hiperrebanadas que está conformemente relacionada con la métrica original heredada del espaciotiempo, pero con la propiedad de que las geodésicas en la nueva métrica (nótese que esta es una métrica Riemanniana en una 3-variedad Riemanniana) son precisamente las proyecciones de las geodésicas nulas del espaciotiempo. Esta nueva métrica es llamada la métrica de Fermat, y en un espaciotiempo estático dotado de una carta de coordenadas en la cual el elemento de línea tenga la forma 
{\displaystyle ds^{2}=g_{00}\,dt^{2}+g_{jk}\,dx^{j}\,dx^{k},\;\;1\leq j,\;k\leq 3}
la métrica de Fermat en {\displaystyle t=0} es simplemente
{\displaystyle d\rho ^{2}={\frac {g_{jk}\,dx^{j}\,dx^{k}}{-g_{00}}}}
(donde los coeficientes métricos se entiende que son evaluados en {\displaystyle t=0}).
En la carta de Rindler, la traslación tipo tiempo {\displaystyle \partial _{t}} es tal campo de vectores de Killing, por lo que éste es un espaciotiempo estático (nada sorprendente, ya que el espaciotiempo de Minkowski es por supuesto trivialmente una solución estática para el vacío de la ecuación de campo de Einstein). Por tanto, podemos escribir inmediatamente la métrica de Fermat para los observadores de Rindler:
{\displaystyle d\rho ^{2}={\frac {dx^{2}+dy^{2}+dz^{2}}{x^{2}}},\;\;0<x<\infty ,\;\;-\infty <y,z<\infty }
Pero este es el bien conocido elemento de línea del 3-espacio hiperbólico H3 en la carta espacial de la mitad superior. Esto es análogo a la bien conocida carta espacial de la mitad superior para el plano hiperbólico H2, que es familiar para generaciones de estudiantes de análisis complejo en conexión con los problemas de mapeado conforme (y muchos más), y muchos lectores con ménte matemática ya saben que las geodésicas de H2 en el modelo de plano de la mitado superior son simplemente semicirculos (ortogonales al círculo en el infinito representado por el eje real)

## Simetrías
Ya que la carta de Rindler es una carta de coordenadas para el espaciotiempo de Minkowski, esperamos encontrar diez campos de vectores de Killing linealmente independientes. Efectivamente, en la carta cartesiana podemos hallar fácilmente diez campos de vectores de Killing linealmente independientes, generando respectivamente una traslación temporal, tres traslaciones espaciales, tres rotaciones y tres aceleraciones. Juntas, estas generan el (correctamente isócrono) grupo de Poincaré, el grupo de simetría del espaciotiempo de Minkowski. 
No obstante, es instructivo escribir y resolver las ecuaciones de los vectores de Killing directamente. Obtenemos cuatro familiares campos de vectores de Killing
{\displaystyle \partial _{t},\;\;\partial _{y},\;\;\partial _{z},\;\;-z\,\partial _{y}+y\,\partial _{z}}
(traslación temporal, traslaciones espaciales ortogonales a la dirección de la aceleración, y rotación espacial ortogonal a la dirección de la aceleración) y seis más:
{\displaystyle \exp(\pm t)\,\left({\frac {y}{x}}\,\partial _{t}\pm \left(y\,\partial _{x}-x\,\partial _{y}\right)\right)}
{\displaystyle \exp(\pm t)\,\left({\frac {z}{x}}\,\partial _{t}\pm \left(z\,\partial _{x}-x\,\partial _{z}\right)\right)}
{\displaystyle \exp(\pm t)\,\left({\frac {1}{x}}\,\partial _{t}\pm \partial _{x}\right)}
(donde los signos han sido elegidos consistentemente + o -). Dejamos como ejercicio ver cómo estos están relacionados con los generadores estándar; aquí deseamos señalar que deberíamos ser capaces de obtener generadores equivalentes a {\displaystyle \partial _{T}} en la carta cartesiana, pero la cuña de Rindler es obviamente no invariante bajo esta traslación. ¿Cómo puede ser esto? La respuesta es que como cualquier cosa definida por un sistema de ecuaciones en derivadas parciales en una variedad suave, la ecuación de Killing tendrá en general soluciones localmente definidas, pero estas pueden no existir globalmente. Esto es, con las restricciones apropiadas en el parámetro de grupo, un flujo de Killing puede siempre ser definido en un apropiado vecindario local, pero el flujo puede no estar bien definido globalmente. Esto no tiene nada que ver con las variedades lorentzianas per se, ya que lo mismo ocurre en el estudio de las variedades suaves en general.